# Saint Anne
Saint Anne is de hoofdplaats van het Kanaaleiland Alderney. Saint Anne hoort met Alderney tot het autonome baljuwschap (Engels: bailiwick) van Guernsey en telt circa 2000 inwoners (telling van 2010).
In het centrum van Saint Anne bevindt zich de St. Anne's Church, gebouwd in 1850 door architect Gilbert Scott.